# Tendovaginitis stenosans de Quervain
Die Tendovaginitis (lat. Entzündung der Sehnenscheide) stenosans (lat. verengend) de Quervain ist eine Sehnenscheidenentzündung der Sehnen des kurzen Streckmuskels und des langen Abspreizmuskels des Daumens (Musculus extensor pollicis brevis und Musculus abductor pollicis longus) im Bereich des ersten Strecksehnenfachs. Der Name geht auf den erstbeschreibenden Schweizer Chirurgen Johann Friedrich de Quervain zurück.

## Verbreitung
Die Tendovaginitis stenosans tritt am häufigsten bei Frauen (Verhältnis 5,1:1) um das fünfzigste Lebensjahr auf. Die Inzidenz wurde in den USA auf 0,94 Neuerkrankungen pro Jahr auf 1.000 Personen ermittelt. Die Prävalenz beträgt in Taiwan 0,49 Prozent der Allgemeinbevölkerung. Eine Häufung der Erkrankung auf der rechten Seite bei Rechtshändern oder bei bestimmten Berufsgruppen gibt es nicht.

## Symptome
Die Tendovaginitis stenosans de Quervain beginnt schleichend. Bewegung des Daumens und des Handgelenks lösen Schmerzen körpernah des Griffelfortsatzes der Speiche aus. Häufig wird über Schmerzen beim Auswringen oder Dosen öffnen berichtet. Bei ausgeprägten Entzündungen kann sich eine Schwellung bemerkbar machen. Charakteristischerweise ist das erste Strecksehnenfach sehr druckempfindlich. Beim Abspreizen und Heranführen des Daumens kann gelegentlich eine Verdickung der Sehnen und ein Sehnenreiben spürbar sein.

## Krankheitsentstehung
Da Bewegung des Daumens die Schmerzen auslösen, wird seit der Erstbeschreibung eine Überlastung des Daumens als Ursache vermutet. Erst in neuerer Zeit haben Untersuchungen der Krankheitsentstehung dem Unterschied zwischen Ursache und Auslöser Rechnung getragen. Personen mit einer Tendovaginitis stenosans de Quervain sind nicht häufiger Verletzungen, kraftvolle Bewegungen oder häufige Bewegungswiederholungen ausgesetzt als andere Gruppen. Die von der Internationalen Arbeitsorganisation (ILO) anerkannten wissenschaftlichen Voraussetzungen für einer Ursache-Wirkungsbeziehung (Bradford-Hill-Kriterien) sprechen gegen eine Verursachung durch kraftvolle oder sich wiederholende Bewegungen.
Das Bindegewebsband des ersten Strecksehnenfachs verdickt und wandelt sich teilweise in Knorpelgewebe um (chondroide Metaplasie). Die Umbauvorgänge des Gewebes verringern die Gleitfähigkeit der Sehnen. Die Scherkräfte führen zu einer Gewebeschädigung, die wiederum die Schwellung und die Schmerzen unterhält. Im Volksmund wird auch der Begriff Hausfrauendaumen benutzt.
Bei Betroffenen mit einer Tendovaginitis stenosans de Quervain lassen sich im ersten Strecksehnenfach vermehrt Zellen mit einem bestimmten Östrogenrezeptor nachweisen. Die gehäufte Erkrankung von Frauen in der Menopause, während der Schwangerschaft oder der Stillzeit stützen die Vermutung hormoneller Einflüsse bei der Entstehung der Tendovaginitis stenosans de Quervain.
Ferner ist bekannt, dass die Einnahme bestimmter Antibiotika (Fluorchinolone) in höherer Dosierung, über einen längeren Zeitraum besonders bei Patienten über dem 60. Lebensjahr zu einer Sehnenscheidenentzündung führen kann. Die Größenordnung des Risikos einer Sehnenscheidenentzündung liegt unter 1:1000 und die eines Sehnenrisses unter 1:1.000.000.
Der lange Abspreizmuskel kann zwei bis fünf Sehnen aufweisen. In etwa einem Drittel der Bevölkerung weisen die Sehnen des Musculus abductor pollicis longus und Musculus extensor pollicis brevis ein getrenntes Sehnenfach auf. Obgleich häufig der Verdacht geäußert wurde, dass ein angeborenes getrenntes Sehnenfach und viele Sehnen für eine Sehnenscheidenentzündung prädestinieren, wurde noch keine Erklärung geliefert, warum Entzündungen des ersten Strecksehnenfachs nicht im Neugeborenen oder Kindesalter vorkommen. Ein belastbarer Beleg für die Annahme einer Verursachung durch angeborene Variationen der Sehnen oder des Sehnenfachs steht aus.

## Diagnose
Die Diagnose erfolgt klinisch, d. h. anhand des charakteristischen Beschwerdebilds und der klinischen Untersuchung. Die Schmerzen können durch den Eichhoff-Test oder den Finkelstein-Test ausgelöst werden. Der Eichhoff-Test setzt die Sehnen des langen Abspreizmuskels sowie des kurzen und des langen Streckmuskels des Daumens unter Spannung. Der Finkelstein-Test wirkt sich vorwiegend auf die Sehnen des langen Abspreizmuskels und des kurzen Streckmuskels des Daumens aus und gilt daher als spezifischer. Schmerzen nahe dem Griffelfortsatz der Speiche können auch durch ein Wartenberg-Syndrom, eine Rhizarthrose, eine fehlverheilte Kahnbeinfraktur oder einem Intersektionssyndrom ausgelöst werden. Durch die gezielte Anamnese und Untersuchung ist eine Abgrenzung in der Regel möglich.
Zusätzlich können eine Röntgenuntersuchung oder eine Ultraschalluntersuchung hilfreich sein.

## Konservative Behandlung
Einfache Maßnahmen können eine gewisse meist vorübergehende Linderung verschaffen, wie Kühlung, eine kurzfristige Ruhigstellung und Schonung, die Hochlagerung zur Abschwellung und entzündungshemmende Medikamente und Physiotherapie.
Bei etwa jedem zweiten Betroffene helfen ein bis zwei Kortisonspritzen. In gewissen Fällen kehren die Beschwerden nach einer Kortisonbehandlung wieder auf. Die Risiken von Kortisonspritzen erhöhen sich mit der verabreichten Menge und der Häufigkeit der Unterspritzungen. Hellen oder dunklen Flecken auf der Haut sowie ein Fettgewebsschwund oder Gefäßzeichnungen können in den Wochen nach einer Unterspritzung auftreten. Häufig kommt es zu einer spontanen Besserung. Kortison schwächt die Elastizität der Haut und kann, nach wiederholter Anwendung selten zu einer Sehnenruptur führen. Das Risiko einer Infektion wird auf 0,16 Prozent geschätzt.

## Operation
Die chirurgische Behandlung führt in der Regel zu einer schnellen und dauerhaften Heilung. Die Risiken einer Operation der Tendovaginitis stenosans de Quervain sind sehr gering, allerdings gibt es Risikofaktoren für Komplikationen: hohes Alter, Übergewicht, Zigarettenrauchen und Begleiterkrankungen wie zum Beispiel Zuckerkrankheit. Die häufigste Komplikation bei Operationen an der Hand sind Störungen der Wundheilung oder Entzündungen.
Wegen der räumlichen Nähe besteht die Verletzungsgefahr eines Hautnerven (Ramus superficialis nervi radialis). Das Operieren in Blutleere und die optische Vergrößerung mit einer Lupenbrille helfen das Risiko einer Nervenverletzung zu vermindern. Die Gefahr, dass die Sehne nach Eröffnung des Sehnenfaches aus dem Sehnenbett herausspringt, ist kleiner als ein Prozent. Zur Vorbeugung, kann der Handchirurg das Sehnenfach mit einer plastisch chirurgischen Nahttechnik erweitern.
In einer retrospektiven amerikanischen Studie war bei 703 Operationen über zehn Jahren an einer handchirurgischen Spezialklinik keine einzige Revision (erneute Operation) nötig.